# St. Peter (Viersen-Bockert)

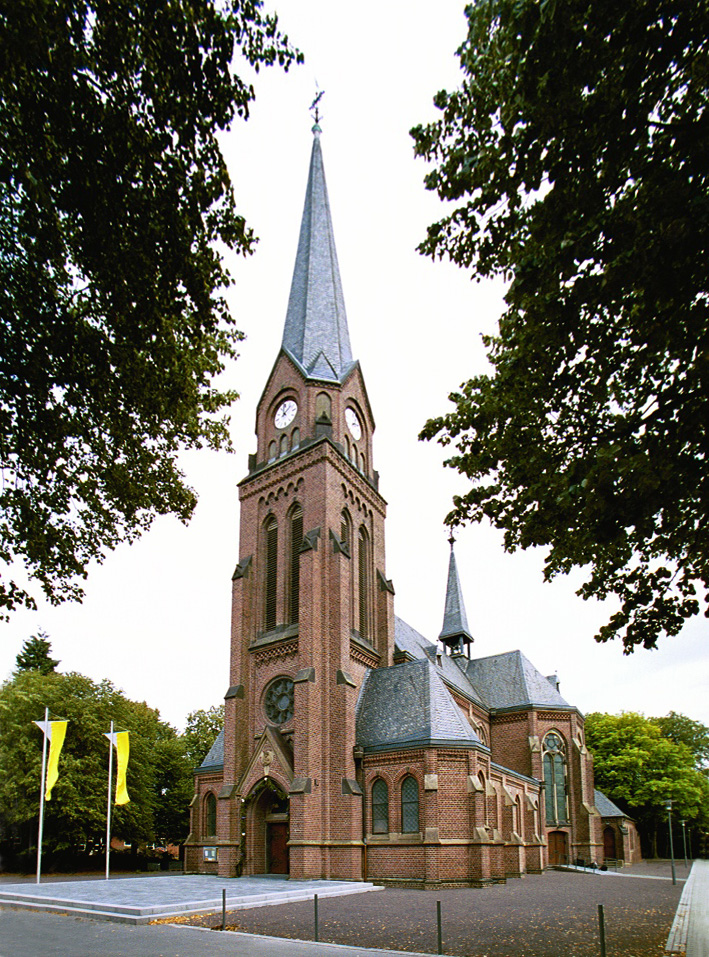
Pfarrkirche St. Peter

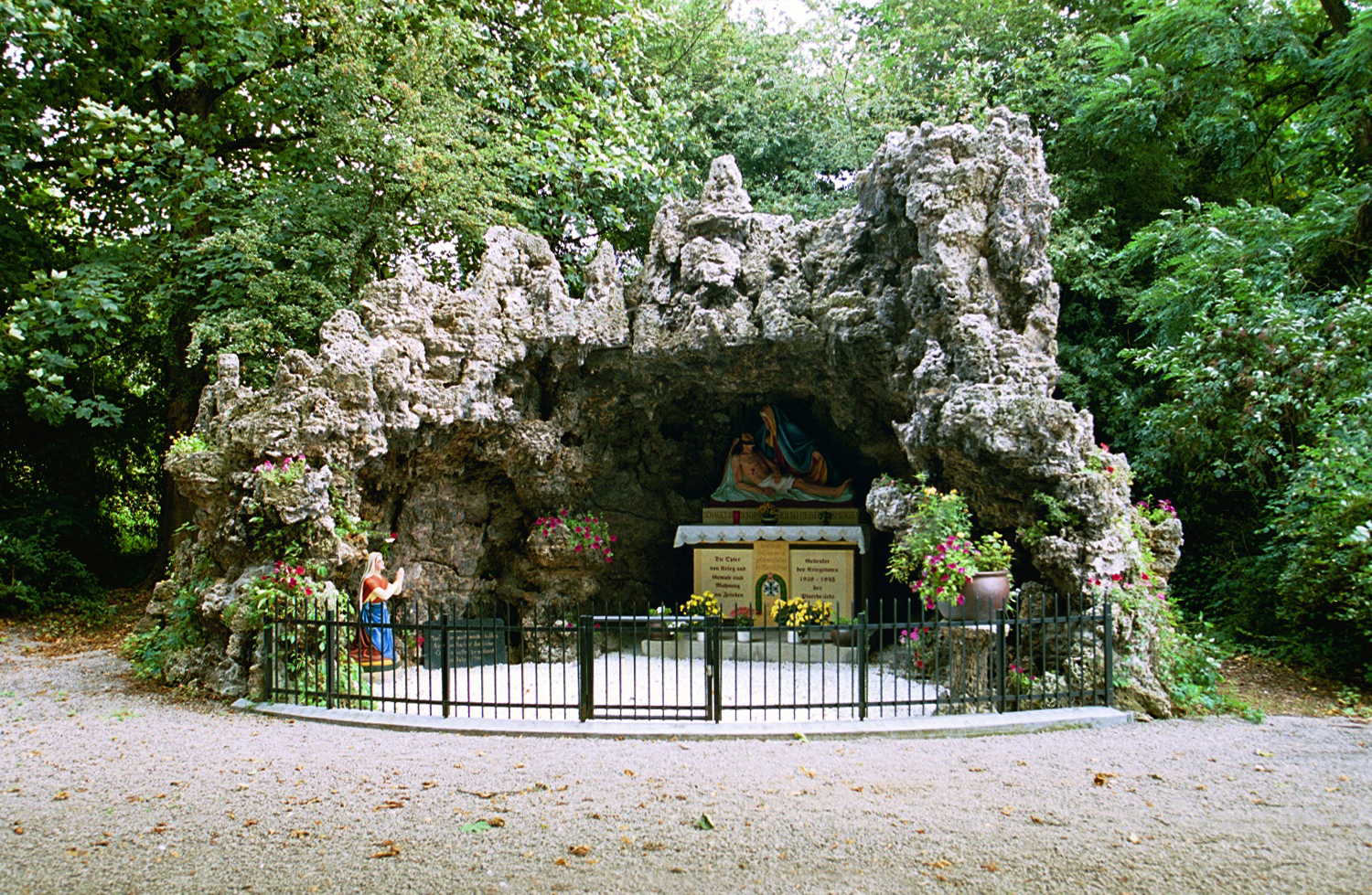
Mariengrotte hinter der Kirche

Die St.-Peter-Kirche ist eine römisch-katholische Pfarrkirche im Alt-Viersener Ortsteil Bockert.

## Geschichte
In den sechziger Jahren des 19. Jahrhunderts wurde die Pfarrkirche St. Remigius, die neben der kleinen Pfarre St. Helena die einzige katholische Kirche in Viersen war, zu klein für die große Gemeinde (fast 14.000 Personen). 
Da für die Gläubigen aus Bockert, Oberbeberich und Hoser der Kirchweg sehr weit war, wurde 1868 aus dem Wunsch heraus, eine Filialkirche zu bauen, der Bockerter Kirchenbauverein gegründet. Vom Krieg zwischenzeitlich unterbrochen, setzte der Verein seine Aktivitäten nach 1871 verstärkt fort. Trotz Streitigkeiten um das Baugrundstück und der Weigerung der Gläubigen aus Hoser und Oberbeberich, die geplante Kirche in Bockert zu unterstützen, wurde am 15. Juni 1890 der Grundstein durch Oberpfarrer Stroux gelegt.
Der Entwurf für die Kirche St. Peter Bockert stammt von dem Haarener Architekten Heinrich van Kann. Die Kirche ist als dreischiffige Basilika im neugotischen Stil erbaut. Sie besitzt einen Westturm, ein Querschiff und einen Chor. Durch die geschickte Anordnung der Fenster, sind auch die Gewölbe lichtdurchflutet und der gesamte Kirchraum erhellt. 
Von Juli 1998 bis zum Pfingstsonntag im Mai 1999 wurde die Kirche letztmals renoviert. Das Altarpodest wurde zur Gemeinde hin vergrößert und gleichzeitig niedriger gebaut. Seitdem ist der Boden mit schlichten, grauen Steinplatten ausgelegt. Der Kirchenraum ist nüchtern und modern gestaltet und bietet viel Freiraum für individuelle Gestaltung.

## Orgel
Die Brüstungsorgel wurde im Jahr 2000 von Martin Scholz (Mönchengladbach) erbaut. Das rein mechanische Instrument hat 17 Register und vier Transmissionen in das Pedal.
| I Hauptwerk C–g3 |                |        |
| 1.               | Bordun         | 16′    |
| 2.               | Principal      | 8′     |
| 3.               | Rohrflöte      | 8′     |
| 4.               | Hohlflöte      | 8′     |
| 5.               | Viola          | 8′     |
| 6.               | Octave         | 4′     |
| 7.               | Traversflöte   | 4′     |
| 8.               | Quinte         | 2 ⁄3′  |
| 9.               | Blockflöte     | 2′     |
| 10.              | Terz           | 1 3⁄5′ |
| 11.              | Mixtur 4-5fach | 2'     |
| 12.              | Trompete       | 8′     |

| II Unterwerk C–g3 |                    |       |
| 13.               | Bordun             | 8′    |
| 14.               | Flöte              | 4′    |
| 15.               | Principal          | 2′    |
| 16.               | Sesquialtera 2fach | 2 ⁄3′ |
| 17.               | Scharff 3fach      | 1′    |

| Pedal C–f1        |     |
| Bordun (Nr. 2)    | 16′ |
| Hohlflöte (Nr. 8) | 8′  |
| Octave (Nr. 3)    | 4′  |
| Trompete (Nr. 12) | 8′  |

## Glocken
Für die neu errichtete Kirche St. Peter in Bockert lieferte die Glockengießerei Otto aus Hemelingen/Bremen, gemäß den Auftrags- und Kassenbüchern der Firma Otto aus dieser Zeit, im Jahr 1895 drei Bronzeglocken mit der Schlagtonreihe: d′ – e′ – fis′. Die beiden größeren Glocken fielen den Glockenbeschlagnahmen der Weltkriege zum Opfer. Wie üblich konnte die kleinste Glocke, hier die fis′-Glocke, hängen bleiben. Die fehlenden Glocken wurden später durch Glocken der Gießerei Petit & Gebr. Edelbrock ersetzt und ergänzt, so dass heute vier Glocken im Turm der Kirche hängen mit den Tönen: cis′ – e′ – fis′ – gis′.